# Myrmecodesmus gelidus
Myrmecodesmus gelidus är en mångfotingart som beskrevs av Shear 1977. Myrmecodesmus gelidus ingår i släktet Myrmecodesmus och familjen fingerdubbelfotingar. Inga underarter finns listade i Catalogue of Life.